# 市原市
市原市（日语：／ Ichihara shi */?）位於千葉縣中央，西濱東京灣。2007年製造品出貨總額僅次於愛知縣豐田市位居日本第二。面積位居千葉縣第一，人口約26万人，在千葉縣內位居第六，次于柏市。往千葉市的通勤率為15.4%（平成22年國勢調査）。
本市是J聯盟JEF聯市原·千葉遷至千葉市前的所在地，也是高爾夫球場數量最多的自治體。

## 地理

### 地勢
屬房總半島西部養老川流域。北為東京灣岸的臨海工業區域，南為房總丘陵綿延的山間地帶，市域南北較長。市原市面積達368.20平方公里，是千葉縣最大的市町村，位居關東第14位。
本市是千葉市南側的工業都市。工業產品出貨額位居縣內第一。石化廠數量也是全國最高。
內房線沿線為住宅區，是東京與千葉的衛星都市。中北部也有許多以臨海工業區勞動者為主的住宅區。中南部則有許多高爾夫球場。
牛久地域以南是完全的農村地帶，養老溪谷周邊的丘陵地帶有許多登山客前往。2004年7月，本地出現關東觀測史上第二高的40.2度。冬季南部寒冷。

### 鄰接自治體
- 千葉縣
  - 千葉市
  - 茂原市
  - 袖浦市
  - 木更津市
  - 君津市
  - 長生郡長柄町
  - 夷隅郡大多喜町
  - 長生郡長南町

## 歷史
市原市的國分寺台至能滿一帶是古代上總國的中心。市原市國分寺台有國分寺跡、國分尼寺跡，然而目前尚未確定國府正確位置。
中世，此地是千葉氏勢力範圍，之後里見氏等新興勢力介入。在現在千葉市生實町建館的小弓公方足利義明也曾控制此地，曾為當時的御所所在。現在的地名「五所」便是源自於此。
近世在幕藩體制下，是五井藩、鶴牧藩（現在椎津附近）旗本陣屋伊丹陣屋所在地。
1871年7月實施廢藩置縣，成立菊間、鶴牧、鶴舞三縣。同年11月府縣統合為木更津縣，1873年與印旛縣、新治縣部分區域合併成立千葉縣。1889年，現市原市市域共有171村，至1945年整併為八幡町、五井町、姊崎町、牛久町、鶴舞町等5町16村。1954年至56年的昭和大合併將各町村進一步整合為市原町、五井町、姊崎町、三和町、南總町（牛久、鶴舞地區）、市津村（後市津町）、加茂村（高瀧、里見地區）等5町2村。1963年南總町與加茂村以外的5町合併成立市原市。1967年合併南總町與加茂村，形成現在的市原市。
戰後，東京灣沿岸進行填海造陸，市原市成為千葉港的一部分，石油等化學工業陸續進駐。這些大型工廠排放的廢氣造成光化學煙霧影響本市，但近年已逐漸減少。

### 行政區域變遷
- 1963年（昭和38年）5月1日 - 市原町、五井町、姊崎町、市津村、三和町合併實施市制。市原市成立。
- 1967年（昭和42年）10月1日 - 南總町、加茂村併入市原市。

## 人口

### 年齡組成
| 市原市人口分布圖 |                                               |  |
| 市原市與日本全國年齡別人口分布比較圖 （2005年資料） | 市原市的年齡、男女別人口分布圖 （2005年資料） |  |
| ■紫色是市原市 ■綠色是全国 | ■藍色是男性 ■紅色是女性                       |  |
| 市原市人口變化 \| 1970年 \| 155,852人 \| \| \| 1975年 \| 194,068人 \| \| \| 1980年 \| 216,394人 \| \| \| 1985年 \| 237,617人 \| \| \| 1990年 \| 257,716人 \| \| \| 1995年 \| 277,061人 \| \| \| 2000年 \| 278,218人 \| \| \| 2005年 \| 280,255人 \| \| \| 2010年 \| 280,416人 \| \| \| 2015年 \| 274,656人 \| \| \| 2020年 \| 269,524人 \| \| |                                               |  |
| 資料來源：日本總務省統計中心提供之人口普查數據 |                                               |  |
| 1970年 | 155,852人                                     |  |
| 1975年 | 194,068人                                     |  |
| 1980年 | 216,394人                                     |  |
| 1985年 | 237,617人                                     |  |
| 1990年 | 257,716人                                     |  |
| 1995年 | 277,061人                                     |  |
| 2000年 | 278,218人                                     |  |
| 2005年 | 280,255人                                     |  |
| 2010年 | 280,416人                                     |  |
| 2015年 | 274,656人                                     |  |
| 2020年 | 269,524人                                     |  |

| 總計       | 總計 | 總計   |        | 男女別 | 男女別     | 男女別 | 男女別 | 男女別 |
| 年齡（歲） | 人口 | 人口   | 男     | 男     | 年齡（歲） | 女     | 女     |        |
| 0 - 4      |      | 12,258 | 6,212  |        | 0 - 4      |        | 6,046  |        |
| 5 - 9      |      | 13.245 | 6,765  |        | 5 - 9      |        | 6,480  |        |
| 10 - 14    |      | 13.245 | 7,133  |        | 10 - 14    |        | 6,799  |        |
| 15 - 19    |      | 15,837 | 8,193  |        | 15 - 19    |        | 7,644  |        |
| 20 - 24    |      | 17,417 | 9,145  |        | 20 - 24    |        | 8,272  |        |
| 25 - 29    |      | 19,105 | 10,285 |        | 25 - 29    |        | 8,820  |        |
| 30 - 34    |      | 22,222 | 11,987 |        | 30 - 34    |        | 10,235 |        |
| 35 - 39    |      | 18,770 | 10,064 |        | 35 - 39    |        | 8,706  |        |
| 40 - 44    |      | 16,831 | 8,816  |        | 40 - 44    |        | 8,015  |        |
| 45 - 49    |      | 18,543 | 9,942  |        | 45 - 49    |        | 8,601  |        |
| 50 - 54    |      | 22,334 | 11,922 |        | 50 - 54    |        | 10,412 |        |
| 55 - 59    |      | 23,986 | 12,261 |        | 55 - 59    |        | 11,725 |        |
| 60 - 64    |      | 21,158 | 10,998 |        | 60 - 64    |        | 10,160 |        |
| 65 - 69    |      | 15,662 | 8,255  |        | 65 - 69    |        | 7,407  |        |
| 70 - 74    |      | 11,640 | 5,524  |        | 70 - 74    |        | 6,116  |        |
| 75 - 79    |      | 8,423  | 3,789  |        | 75 - 79    |        | 4,634  |        |
| 80 - 84    |      | 5,118  | 1,841  |        | 80 - 84    |        | 3,277  |        |
| 85 - 89    |      | 2,736  | 786    |        | 85 - 89    |        | 1,950  |        |
| 90歲以上   |      | 1,468  | 321    |        | 90歲以上   |        | 1,147  |        |

### 人口變遷
| 自治體 | 年                 | 人口 | 人口      | 備註             |
| 市原市 | 1963年（昭和38年） |      | 10萬2,375 | 市制施行         |
| 市原市 | 1965年（昭和40年） |      | 11萬0,647 |                  |
| 市原市 | 1967年（昭和42年） |      | 12萬0,924 | 南總町加茂村併入 |
| 市原市 | 1970年（昭和45年） |      | 15萬6,262 |                  |
| 市原市 | 1975年（昭和50年） |      | 19萬5,616 |                  |
| 市原市 | 1976年（昭和51年） |      | 20萬0,393 | 人口20万人突破   |
| 市原市 | 1980年（昭和55年） |      | 21萬9,508 |                  |
| 市原市 | 1985年（昭和60年） |      | 23萬8,133 |                  |
| 市原市 | 1989年（平成元年） |      | 25萬4,133 | 人口突破25萬人   |
| 市原市 | 1990年（平成2年）  |      | 25萬9,125 |                  |
| 市原市 | 1995年（平成7年）  |      | 27萬7,574 |                  |
| 市原市 | 2000年（平成12年） |      | 28萬0,141 |                  |
| 市原市 | 2005年（平成17年） |      | 28萬0,572 |                  |

## 行政
- 市長：小出讓治（こいで じょうじ）

支所
市原、五井、姊崎、辰巳台、千原台（ちはら台）、市津、有秋、三和、南總、加茂

## 立法

### 市議會
- 席次：32名
- 任期：2015年（平成27年）6月16日～2019年（平成31年）6月15日
- 議長：二田口雄（にたぐち ゆう，公民黨）
- 副議長：塚本利政（ つかもと としまさ，市民俱樂部）

| 黨派       | 席次! |  |
| ---------- | ----- |  |
| 自由民主黨 | 11    |  |
| 市民俱樂部 | 7     |  |
| 公明黨     | 6     |  |
| 連合俱樂部 | 3     |  |
| 日本共產黨 | 2     |  |
| 市民網路   | 2     |  |
| 未來共生   | 1     |  |
| 計         | 32    |  |

### 千葉縣議會（市原市選舉區）
- 席次：4名
- 任期：2015年（平成27年）4月30日～2019年（平成31年）4月29日

| 姓名                          | 黨派                       | 當選次數 |
| ----------------------------- | -------------------------- | -------- |
| 鈴木昌俊（すずき まさとし）   | 自由民主黨千葉縣議會議員會 | 4        |
| 塚定良治（つかさだ りょうじ） | 公明黨千葉縣議會議員團     | 4        |
| 伊豆倉雄太（いずくら ゆうた） | 自由民主黨千葉縣議會議員   | 1        |
| 山本友子（やまもと ともこ）   | 市民網路、社民、無所屬     | 3        |

## 警察、消防

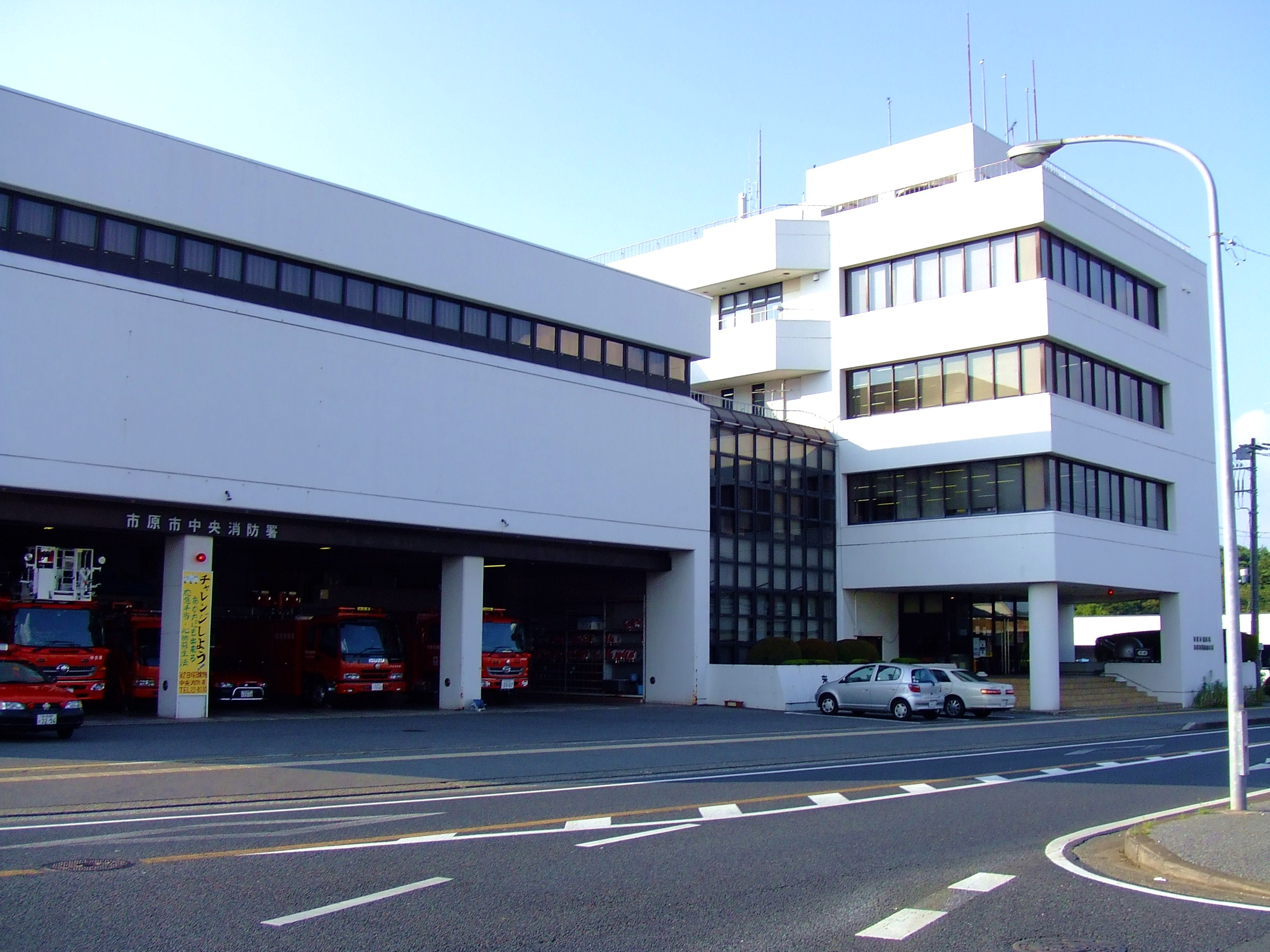
市原市消防局

- 市原警察署（日语：市原警察署）（管轄市原市全域）
- 市原市消防局（日语：市原市消防局）
  - 中央消防署
    - 光風台分署

  - 五井消防署
  - 八幡消防署
  - 市津消防署
  - 姊崎消防署
    - 有秋分署

  - 南總消防署
    - 加茂分署

## 國家設施
- 法務省千葉地方法務局市原出張所
- 市原刑務所（日语：市原刑務所）
- 市原學園（少年院）
- 財務省橫濱稅關千葉稅關支署姊崎出張所
- 厚生勞動省千葉勞動局（日语：千葉労働局）市原Part Bank（パートバンク）
- 防衛省海上自衛隊市原送信所

## 經濟
北部工商業興盛，臨海有工業區，南部為田園地帶。

### 第一級產業
屬以稻作為中心的近郊農業。
農家數、耕地面積（2005年）
- 農家數：4,959戶（農家人口 5,339人）
- 農業產值：1,215千萬日圓（縣內第四）
- 經營耕地面積：6,120公頃
  - 稻田：395,745公頃
  - 普通農田：180公頃
  - 果樹園：62公頃

### 第二級產業
市原市製造品產值位居縣內第一、全國市町村第五位。擁有國內最大規模的石化綜合廠群，石化廠數為全國首位。此外，本市也是千葉縣唯一有造船廠的自治體。
工業（製造業）統計（2005年）
- 事業所數：293（從業人員數：19,559人）
- 製造品產值等：3兆8,769億日圓（縣內第一）

### 主要企業
- 東麗千葉工場
- JSR千葉工場
- 三井化學市原工場
- 出光興產千葉製油所、千葉工場
- 科斯莫千葉製油所
- 住友化學千葉工場
- 日本板硝子千葉工場
- JFE鋼管本社工場
- 旭硝子千葉工場
- 古河電氣工業千葉事業所
- 東京電力五井火力發電所、姊崎火力發電所
- 三井造船千葉事業所
- DIC（日语：DIC (企業)）千葉工場
- 宇部興產千葉石油化學工場
- JNC石油化學（日语：JNC石油化学）五井製造所
- 三菱製鋼（日语：三菱製鋼）千葉製作所
- 獅王千葉工場
- 不二鋁窗（日语：不二サッシ）千葉工場
- 丸善石油化學（日语：丸善石油化学）千葉工場

### 第三級產業
市原市商業主要發展於JR內房線與小湊鐵道主要車站周邊與住宅團地等，各自獨立發展。在大型商店與周邊個體店的發展之下，已逐漸形成「市原商圈」。
商業統計（2004年）
- 商店數：2,176件（從業人員數：17,876人）
  - 批發業：387件
  - 零售業：1,789件
- 全年銷售額：3,744億日圓（縣內第七）

#### 商圈結構與商業吸引力狀況
| 項目               | 2007年  |
| ------------------ | ------- |
| 市原市人口（人）   | 279,729 |
| 本地購買率（%）    | 75.6    |
| 商圈市町村數       | 2市2町  |
| 商圈人口（人）     | 357,183 |
| 消費吸引人口（人） | 234,952 |
| 消費吸引人口（%）  | 65.8    |

## 友好城市
- 美国阿拉巴马州莫比尔 （1993年）

## 鄰接自治體（行政區）
| 西北： 東京灣                   | 北： 千葉市   | 東北： 千葉市           |
| 西： 東京灣                     | 市原市        | 東： 茂原市、長柄町     |
| 西南： 袖浦市、木更津市、君津市 | 南： 大多喜町 | 東南： 大多喜町、長南町 |

- 千葉市（中央區、綠區）
- 茂原市
- 袖浦市
- 木更津市
- 君津市
- 長生郡
  - 長柄町
  - 長南町
- 夷隅郡
  - 大多喜町

## 市內各地區

### 主分區
- 八幡地區（市原地區）
- 五井地區
- 姊崎地區
- 三和地區
- 市津地區
- 南總地區
- 加茂地區

### 新興住宅地
- 辰巳台地區
- 若宮地區
- 國分寺台地區（市原市役所所在地）
- 千原台
- 有秋台
- 青葉台
- 泉台
- 櫻台
- 光風台
- 椎之木台

### 住宅團地
- 若宮團地
- 菊間團地
- 青葉台團地

### 填海地
- 八幡海岸（三井造船與古河電工、DIC、昭和電工等）
- 五井海岸（東京電力五井火力、科斯莫石油、丸善石油化學、宇部興產等）
- 姉崎海岸（東京電力姊崎火力、出光興產）

## 教育

### 大學

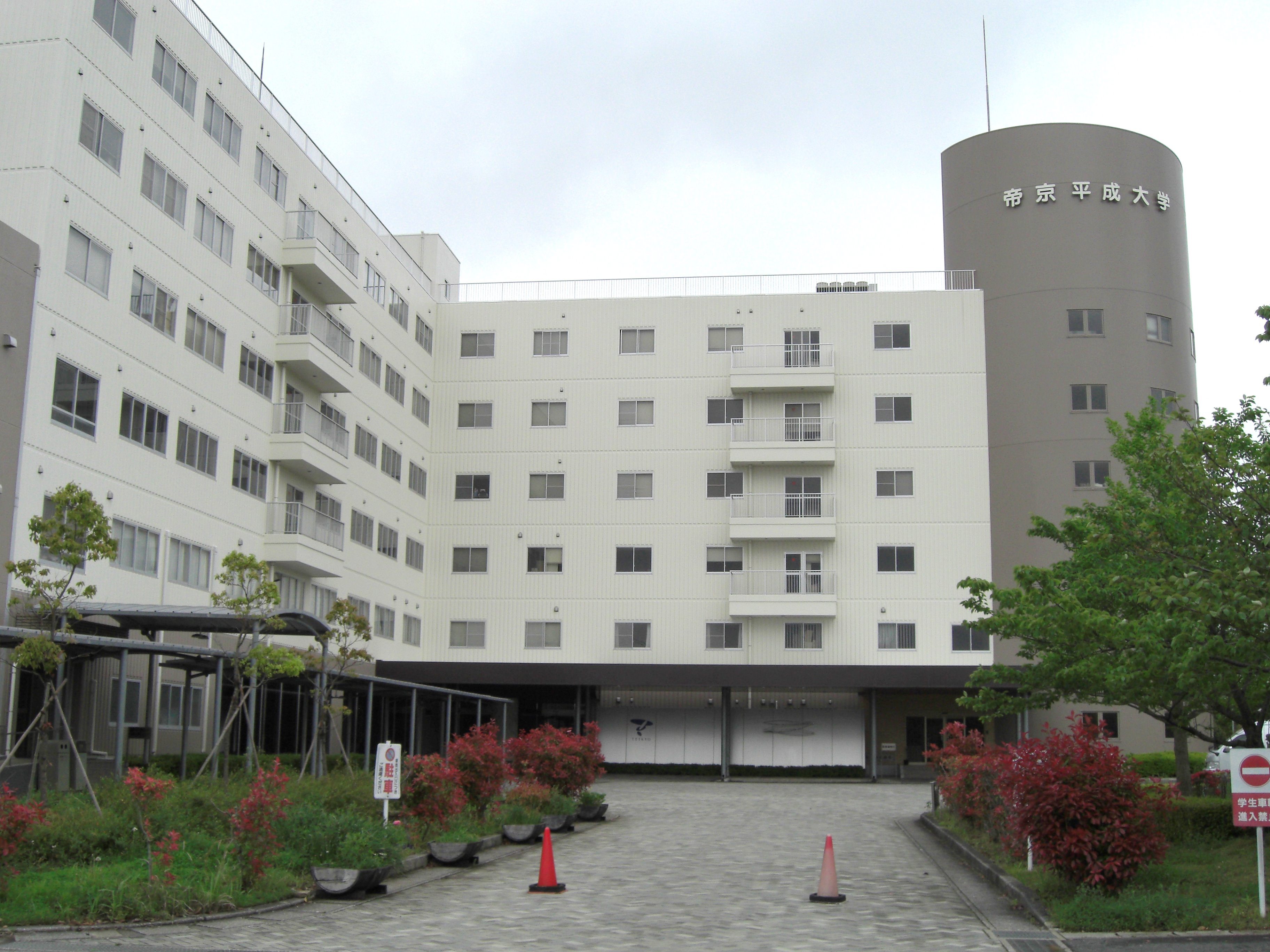
帝京平成大學

- 帝京平成大學（日语：帝京平成大学）

### 高等學校
縣立高等學校（6校）
- 千葉縣立姊崎高等學校（日语：千葉県立姉崎高等学校）
- 千葉縣立市原高等學校（日语：千葉県立市原高等学校）
- 千葉縣立市原綠高等學校（日语：千葉県立市原緑高等学校）
- 千葉縣立市原八幡高等學校（日语：千葉県立市原八幡高等学校）
- 千葉縣立京葉高等學校（日语：千葉県立京葉高等学校）
- 千葉縣立鶴舞櫻丘高等學校（日语：千葉県立鶴舞桜が丘高等学校）

私立高等學校（2校）
- 市原中央高等學校（日语：市原中央高等学校）
- 東海大學附屬望洋高等學校（日语：東海大学付属望洋高等学校）

### 特別支援學校
- 千葉縣立市原特別支援學校（日语：千葉県立市原特別支援学校）

### 小學校
市立小學校（43校）
| - 八幡小學校 - 石塚小學校 - 菊間小學校 - 水之江小學校 - 清水谷小學校 - 牧園小學校 - 千原台櫻小學校 - 若宮小學校 - 辰巳台西小學校 - 辰巳台東小學校 - 白幡小學校 - 市原小學校 | - 五井小學校 - 若葉小學校 - 白金小學校 - 五所小學校 - 國府小學校 - 國分寺台小學校 - 國分寺台東小學校 - 國分寺台西小學校 - 京葉小學校 - 東海小學校 - 千種小學校 - 姊崎小學校 | - 明神小學校 - 青葉台小學校 - 有秋東小學校 - 有秋西小學校 - 有秋南小學校 - 濕津小學校 - 市東第一小學校 - 市東第二小學校 - 海上小學校 - 市西小學校 - 養老小學校 - 光風台小學校 | - 戶田小學校 - 寺谷小學校 - 牛久小學校 - 內田小學校 - 鶴舞小學校 - 平三小學校 - 加茂小學校 |

私立小學校（1校）
- 光風台三育

### 中學校
市立中學校（21校）
| - 八幡中學校 - 八幡東中學校 - 菊間中學校 - 千原台南中學校 - 千原台西中學校 - 辰巳台中學校 - 市原中學校 | - 五井中學校 - 若葉中學校 - 千種中學校 - 國分寺台中學校 - 國分寺台西中學校 - 東海中學校 | - 姊崎中學校 - 姊崎東中學校 - 有秋中學校 - 濕津中學校 - 市東中學校 - 三和中學校 | - 双葉中學校 - 南總中學校 - 加茂中學校 |

### 學校教育以外的設施

#### 圖書館
- 市原市立中央圖書館
  - 五井公民館圖書室
  - 八幡公民館圖書室
  - 市津公民館圖書室
  - 加茂公民館圖書室
  - 姊崎公民館圖書室
  - 辰巳台公民館圖書室
  - 南總公民館圖書室
  - 有秋公民館圖書室
  - 國分寺公民館圖書室
  - 三和社區中心圖書室
  - 菊間社區中心圖書室
  - 千原台社區中心圖書室

#### 職業訓練
- 千葉縣立市原高等技術專門校（依職業能力開發促進法（日语：職業能力開発促進法）成立的職業能力開發校（日语：職業能力開発校））
- 市原共同高等職業訓練校（進行認定職業訓練（日语：認定職業訓練）的職業能力開發校）

## 交通

### 鐵路

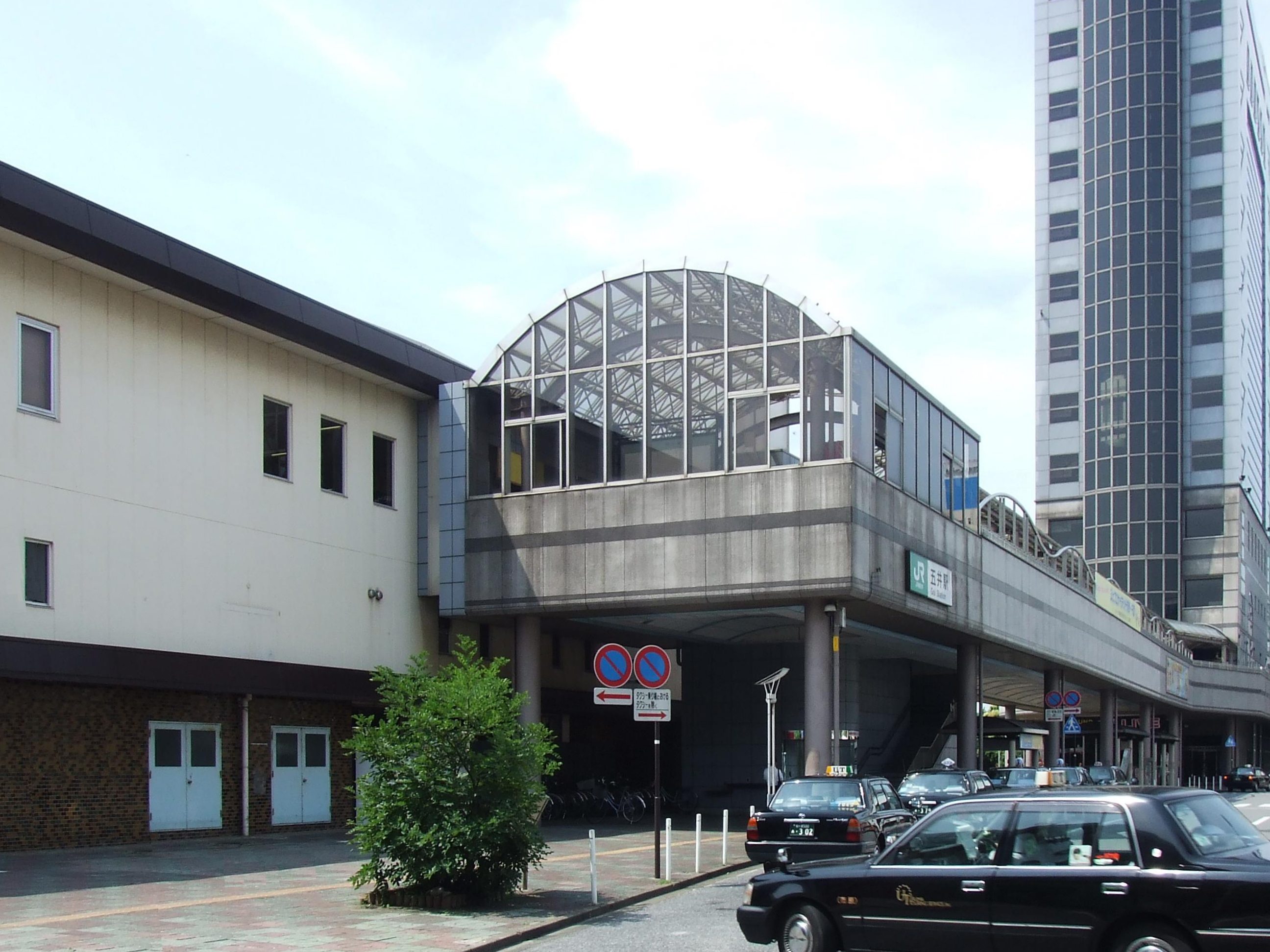
五井站

市內鐵路有東日本旅客鐵道（JR東日本）、小湊鐵道、京成電鐵等。中心車站為五井站。
東日本旅客鐵道（JR東日本）
- 內房線：八幡宿站 - 五井站 - 姊崎站

京成電鐵
- 千原線：千原台站

小湊鐵道
- 小湊鐵道線：五井站 - 上總村上站 - 海士有木站 - 上總三又站 - 上總山田站 - 光風台站 - 馬立站 - 上總牛久站 - 上總川間站 - 上總鶴舞站 - 上總久保站 - 高瀧站 - 里見站 - 飯給站 - 月崎站 - 上總大久保站 - 養老溪谷站

京葉臨海鐵道
- 臨海本線：市原分岔點（日语：市原分岐点） - 濱五井站（日语：浜五井駅） - 玉前站（日语：玉前駅） - 甲子站（日语：甲子駅） - 前川站（日语：前川駅 (千葉県)） - 椎津站（日语：椎津駅）
  - 臨海本線（支線）：市原分岔點 - 京葉市原站（日语：京葉市原駅）

### 巴士路線

#### 路線巴士
- 小湊鐵道
- 千葉中央巴士（日语：千葉中央バス）
- 日東交通（日语：日東交通 (千葉県)）
- 平和交通
- AOBUS（日语：あおばす）
- COSMOS南總（日语：コスモス南総）

#### 高速巴士
路線與重要停靠點 … （）內為巴士企業，粗體是市內的停靠站名
- 水線高速巴士（アクアライン高速バス）
  - 東京線（小湊、京成）：茂原 - 市原鶴舞BT - 東京站 - 東雲車庫（日语：京成バス東雲車庫）
  - 東京線（小湊、鴨日、京成）：安房小湊 / 御宿 - 勝浦站 - 市原鶴舞BT - 木更津金田BT（日语：木更津金田バスターミナル） - 東京站 - 濱松町BT

◆勝浦發車的班次可在市原鶴舞BT轉乘往羽田機場 / 往成田機場的高速巴士。
  - 羽田機場線（小湊、京急）：東金站 - 五井站 - 市原BT（日语：市原バスターミナル） - 羽田機場
  - 橫濱線（小湊、京急）：五井站 - 市原BT - 橫濱站
  - 羽田機場、橫濱線（小湊、京急）：茂原站 - 市原鶴舞BT - 羽田機場 - 橫濱站
  - 新宿線　（小湊、小田急）市原市役所 - 五井站 - 市原BT - 新宿站

館山道、圈央道高速巴士
  - 千葉線【Kapina號】（カピーナ号）（日東、鴨日、千中）：安房鴨川站 - 天羽田杉浦 ― 縣廳 - 千葉站
  - 鴨川線【Kapina號】（日東、鴨日、千中）：千葉站 - 天羽田杉浦 - 安房鴨川站
  - 成田機場線（小湊、日東、京成）：木更津站 - 市原BT - 成田機場

巴士企業 （）內為上述略稱
- 小湊鐵道（小湊）
- 日東交通（日東）
- 鴨川日東巴士（日语：鴨川日東バス）（鴨日）
- 京成巴士（京成）
- 千葉中央巴士（千中）
- 京濱急行巴士（京急）

### 高速道路
- 館山自動車道
  - 市原IC - 市原SA - 姊崎袖浦IC
- 首都圈中央連絡自動車道（圈央道）
  - 市原鶴舞IC - 高瀧湖PA

### 一般道路
- 國道16號
- 國道297號（日语：国道297号）
- 國道409號（日语：国道409号）
- 千葉縣道13號市原茂原線（日语：千葉県道13号市原茂原線）
- 千葉縣道14號千葉茂原線（日语：千葉県道14号千葉茂原線）
- 千葉縣道21號五井本納線（日语：千葉県道21号五井本納線）
- 千葉縣道24號千葉鴨川線（日语：千葉県道24号千葉鴨川線）（舊國道16號線）
- 千葉縣道67號生實本納線（千葉外房收費道路）
- 千葉縣道81號市原天津小湊線（日语：千葉県道81号市原天津小湊線）
- 千葉縣道126號八幡菊間線（日语：千葉県道126号八幡菊間線）
- 千葉縣道128號日吉譽田停車場線（日语：千葉県道128号日吉誉田停車場線）
- 千葉縣道130號譽田停車場潤井戶線（日语：千葉県道130号誉田停車場潤井戸線）
- 千葉縣道132號土氣停車場金剛地線（日语：千葉県道132号土気停車場金剛地線）
- 千葉縣道139號茂原五井線（日语：千葉県道139号茂原五井線）
- 千葉縣道140號五井山倉線（日语：千葉県道140号五井山倉線）
- 千葉縣道141號五井町田線（日语：千葉県道141号五井町田線）
- 千葉縣道143號南總昭和線（日语：千葉県道143号南総昭和線）
- 千葉縣道144號南總姊崎線（日语：千葉県道144号南総姉崎線）
- 千葉縣道160號加茂木更津線（日语：千葉県道160号加茂木更津線）
- 千葉縣道168號鶴舞馬來田停車場線（日语：千葉県道168号鶴舞馬来田停車場線）
- 千葉縣道169號南總馬來田線（日语：千葉県道169号南総馬来田線）
- 千葉縣道171號加茂長南線（日语：千葉県道171号加茂長南線）
- 千葉縣道172號大多喜里見線（日语：千葉県道172号大多喜里見線）
- 千葉縣道173號南總月出線（日语：千葉県道173号南総月出線）
- 千葉縣道220號八幡宿停車場線（日语：千葉県道220号八幡宿停車場線）
- 千葉縣道221號五井停車場線（日语：千葉県道221号五井停車場線）
- 千葉縣道223號牛久停車場線（日语：千葉県道223号牛久停車場線）
- 千葉縣道243號市原埠頭線（日语：千葉県道243号市原埠頭線）
- 千葉縣道284號鶴舞牛久線（日语：千葉県道284号鶴舞牛久線）
- 千葉縣道287號袖浦姊崎停車場線（日语：千葉県道287号袖ケ浦姉ケ崎停車場線）
- 千葉縣道292號犬成海士有木線（日语：千葉県道292号犬成海士有木線）
- 千葉縣道300號上高根北袖線（日语：千葉県道300号上高根北袖線）
- 市原市道1號（通稱市役所通）線

### 港灣
- 千葉港（特定重要港灣（日语：特定重要港湾））

### 機場
市內沒有機場，但羽田、成田兩機場皆在30公里圈內。

#### 往羽田機場交通方式
- 鐵路
  - JR東日本內房線、總武快速線、橫須賀線
  - 東京單軌電車
  - 京濱急行電鐵（直通運轉）
- 高速巴士
  - 羽田機場⇔市原巴士總站、五井站東口（經東京灣跨海公路）
  - 羽田機場⇔市原鶴舞巴士總站（經東京灣跨海公路）

#### 往成田機場交通方式
- 鐵路
  - JR東日本內房線、總武本線
  - 京成電鐵
- 高速巴士
  - 成田機場⇔市原巴士總站（木更津、君津～成田機場線）
  - 成田機場⇔市原鶴舞巴士總站（木更津～成田機場線）

## 體育隊伍
- VONDS 市原 （關東足球聯賽）
- JEF聯市原·千葉女子隊（日语：ジェフユナイテッド市原・千葉レディース）（日本職業女子足球聯賽）
- LION FANGS（日语：ライオンファングス）（TOP EAST LEAGUE（日语：トップイーストリーグ））

## 設施

### 文化設施

市原市主要設施
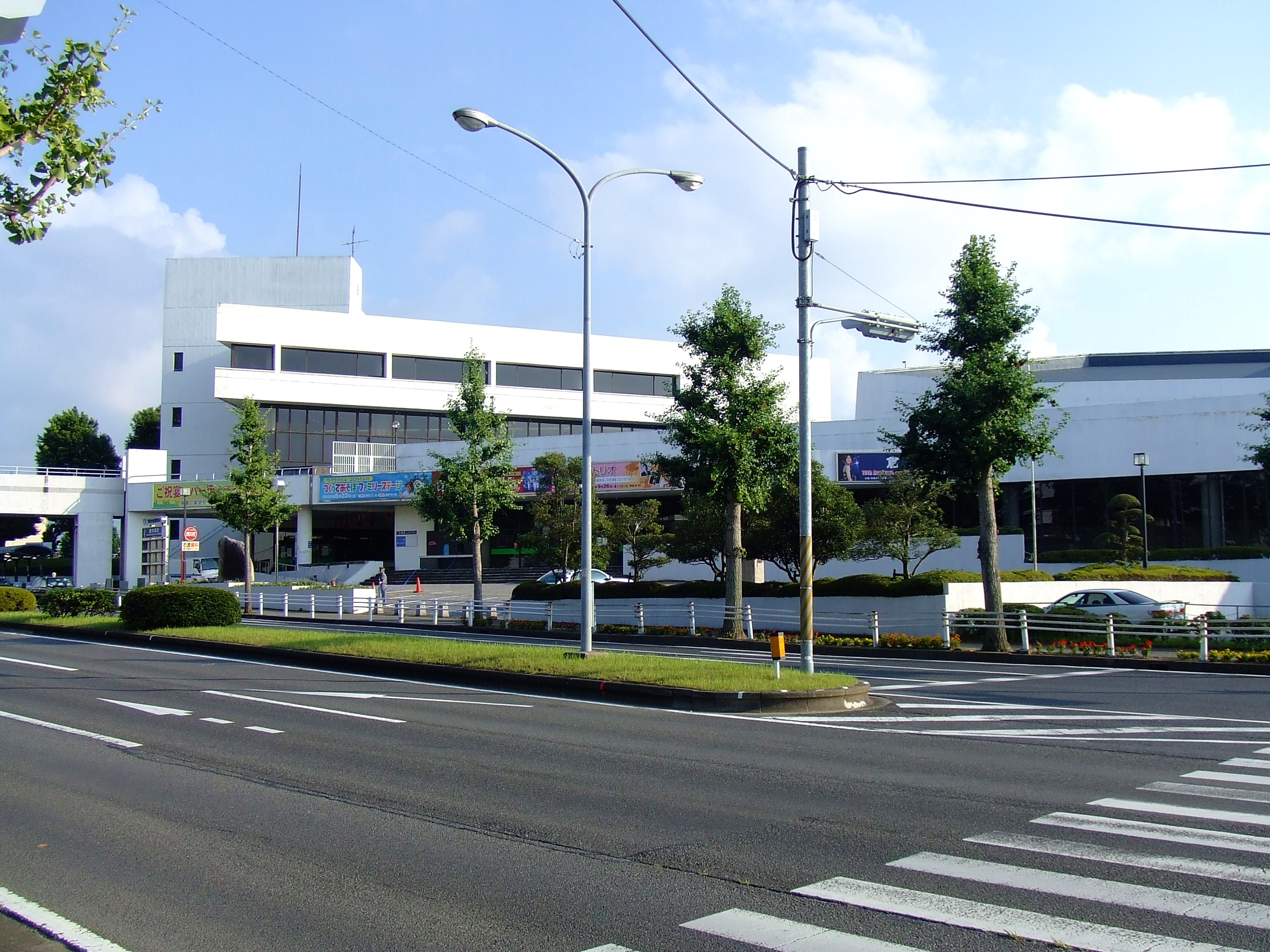
市原市市民會館（日语：市原市市民会館）
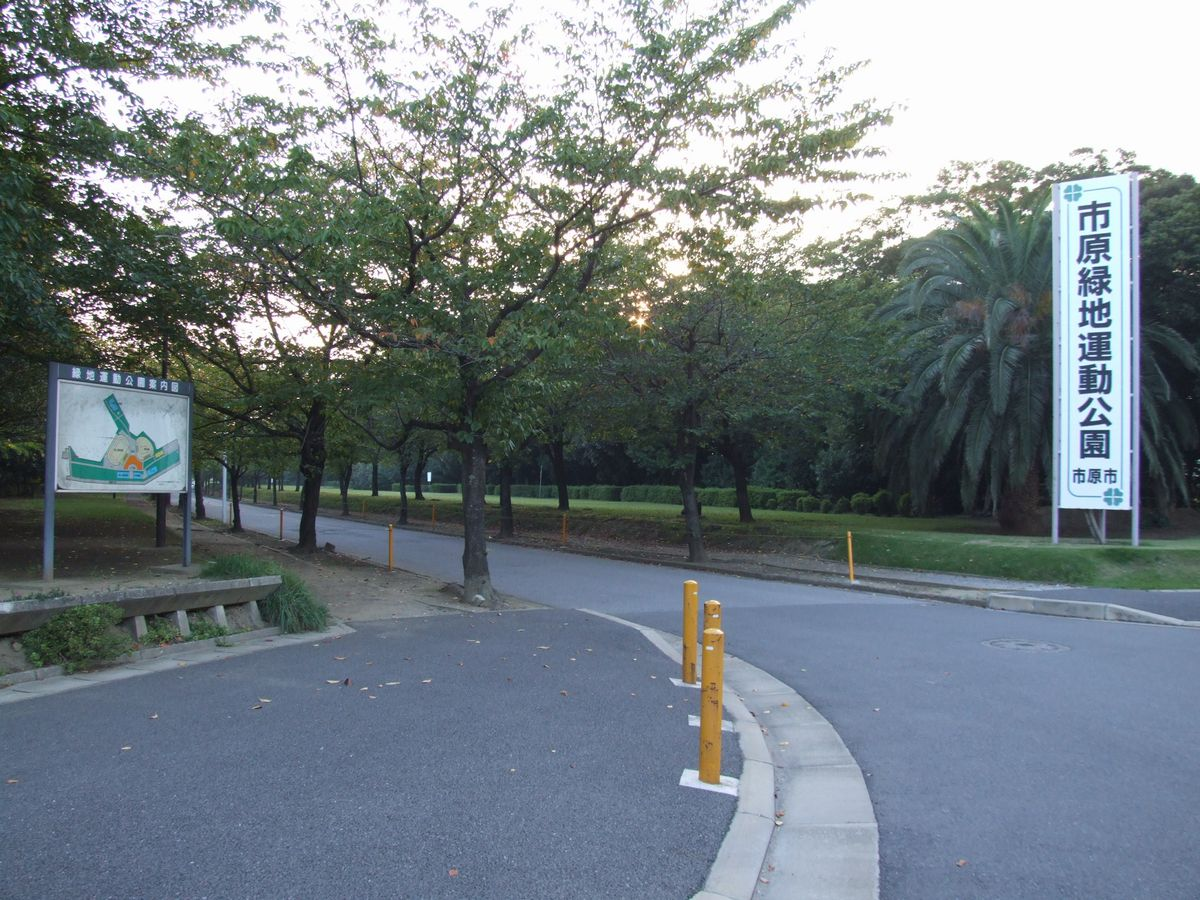
市原綠地運動公園
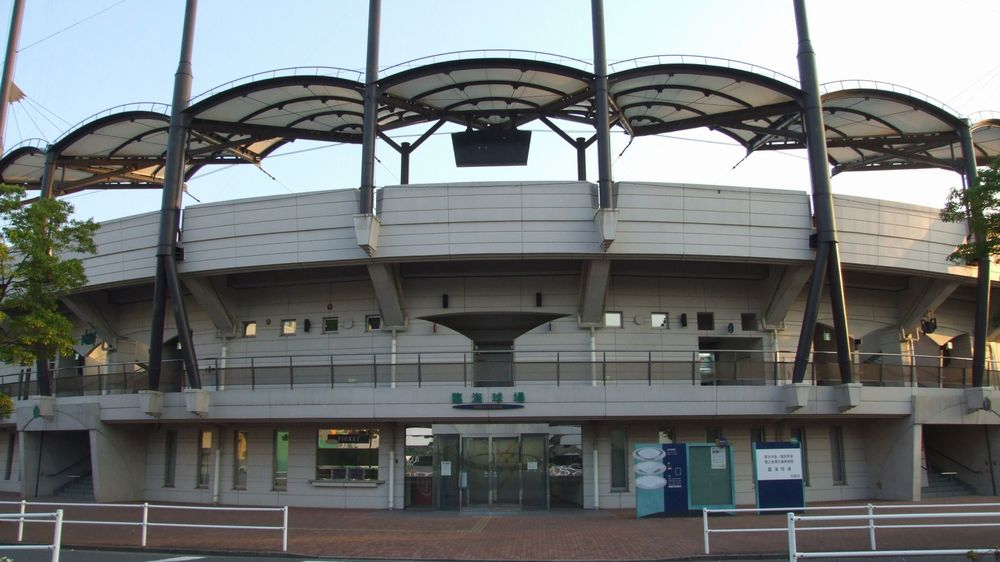
市原臨海球場

- Sunplaza市原（日语：サンプラザ市原）

### 運動設施
- 市原綠地運動公園（日语：市原緑地運動公園）：市原臨海球場（日语：市原臨海球場）、市原臨海競技場（日语：市原緑地運動公園臨海競技場）等
- 足球設施：姊崎公園足球場（日语：姉崎公園サッカー場）、市原運動休閒公園（日语：市原スポレクパーク）、八幡球技場、市津運動廣場等

### 商業設施
- APITA市原店
- Ario（日语：アリオ）市原
- 伊藤洋華堂
  - 市原店（Ario市原內）
  - 姊崎店
- Beisia（日语：ベイシア）市原八幡店
- 購物商場unimo（ユニモ）千原台

### 墓園設施
- 市原市營能滿墓園
- 市原市營海保墓園

## 名勝、古蹟、觀光地、祭典、活動、特產

### 名勝、古蹟、觀光地
- 養老溪谷（日语：養老渓谷）、養老溪谷溫泉（日语：養老渓谷温泉）
- 梅瀨溪渓谷（日语：梅ヶ瀬渓谷）
- 高瀧湖（日语：高滝ダム）
- 鶴舞公園
- 上總國分寺、國分尼寺
- 市原市市民之森
- 市原象之國（日语：市原ぞうの国）
- 千葉兒童國KIDSDOM（日语：千葉こどもの国キッズダム）
- 新東京賽車場（日语：新東京サーキット）
- 市原市海釣設施
- 道之驛安須之里市原（日语：道の駅あずの里いちはら）
- 大福山展望台
- BOATPIER市原（日语：ボートピア市原）
- 房總十字園
- 文蛤碑（はまぐりの碑）
- 養老川西廣板羽目堰
- 奈良大佛（日语：奈良の大仏 (市原市)）
- 飯香岡八幡宮（日语：飯香岡八幡宮）

### 活動
- 市民祭
- 高瀧水壩市民花火大會
- 五井大市
- 牛久朝市
- 姊崎產業祭、八幡臨海祭、五井臨海祭
- 花祭（鶴舞）
- 稚兒祭（鶴舞）
- 中房總國際藝術祭 ICHIHARA ART x MIX（中房總国際芸術祭 いちはらアート×ミックス）

### 其他
- 市原市都市景觀賞

## 出身人士、相關人物
- 桐谷美玲（演員、時尚模特兒）
- 千秋（藝人）
- 鶴見虹子（體操競技）

## 外部連結
- 市原市 （页面存档备份，存于）